# Högakustenbron
Högakustenbron (nebo Vedabron) je visutý silniční most přemosťující ústí řeky Ångermanälven v blízkosti vesnice Veda och Mörtsal na hranici obcí Härnösand a Kramfors v provincii Västernorrland v severním Švédsku. Nachází se v oblasti známé jako Höga kusten, podle níž byl i pojmenován.
Most byl postaven v letech 1993 - 1997 jako náhrada nedalekého obloukového mostu Sandöbron, který do otevření Högakustenbronu 1. prosince 1997 sloužil jako hlavní dopravní spojnice obou břehů ústí. Po otevření se hlavní pole stalo polem s druhým nejdelším visutým rozpětím v Evropě (po mostě Humber Bridge v Anglii), čímž překonalo hlavní pole istanbulského mostu Most Fatiha Sultána Mehmeta o 120 m. K roku 2022 byl pátým nejdelším visutým mostem v Evropě.
Celková délka mostu je 1867 m, hlavní pole má délku rozpětí 1210 m. Plavební výška pod mostem je 40 m, dva hlavní pylony jsou 186 m vysoké. Šířka mostovky je 17,8 m. Na výstavbu bylo použito 14 000 t oceli a 40 000 m3 betonu.

## Turistika
Na severní straně mostu začíná 129 km dlouhá pěší dálková turistická trasa Höga kustenleden.